# Kopla de pije kebrado
Kopla de pje kebrado (šp. Copla de pie quebrado), je strofa u španskoj poeziji koja se sastoji od šest stihova sekstilja (šp. sextilla) gde se kombinuju dve grupe od po tri stiha. Svaka grupa je formirana od po dva osmerca nakon kojih dolazi jedan četverac. 

## Poreklo
Potiče iz romanske tradicije, iako su se prvi uzorci ove sekstilje javili u delu Cantiga de gozos pisca Arkipreste de Ita (šp. Arcipreste de Hita). Dobija ime strofa manrikenja (šp. estrofa manriqueña) po Horhe Manrikeu (šp. Jorge Manrique), jer ju je upotrebio u svojoj veoma poznatoj pesmarici Coplas por la muerte de su padre, koju je posvetio svom ocu. Manrikeu idu sve zasluge iako se ova kopla upotrebljavala mnogo pre njega. Koristi se sve do Modernizma

## Odlike
Rima je konsonanstka i različita u svakoj sekstilji. Šema rime je sledeća: a b c a b c

## Primer
-{Recuerde el alma dormida,

avive el seso y despierte

contemplando

cómo se pasa la vida,

cómo se viene la muerte

tan callando.}-
Horhe Manrike

## Bibliografija
- Ružic, Žarko. Enciklopedijski rečnik versifikacije. Izdavačka knjižarnica Zorana Stojanovića, Novi Sad. 2008.